# سرطان كماني لبدي
سرطان كماني لبدي (الاسم العلمي: Uca tomentosa) هو نوع من الحيوانات يتبع جنس السرطان الكماني من فصيلة السرطانات الشبحية.